# Solomens
De Solomens (Homo erectus soloensis) is een late ondersoort van de uitgestorven mensensoort Homo erectus. De enige bekende exemplaren van deze afwijkende hominide zijn gevonden langs de rivier Bengawan Solo, op het Indonesische eiland Java, in de buurt van het dorp Ngandong. De resten worden dan ook vaak aangeduid als de Ngandong-fossielen.
Hoewel de morfologie voor het grootste deel overeenkomt met die van Homo erectus, was zijn materiële cultuur, bekend als de  Ngandongcultuur, ongebruikelijk ver gevorderd. Op grond van de gevonden gereedschappen en de fijne, graciele anatomische kenmerken van de skeletdelen, classificeerden onderzoekers de Solomens als een ondersoort van de Homo sapiens, vroeger Javanthropus genoemd; en de Solomens werd zelfs als voorouder van de moderne inheemse Australiërs (Aboriginal) beschouwd. Op grond van nauwkeurige analyses van de fossiele resten zijn andere onderzoekers tot de conclusie gekomen, dat dit niet het geval is. Analyse van 18 Homo erectus-schedels van Sangiran, Trinil, Sambungmacan en Ngandong laat een chronologische ontwikkeling zien van Bapang-AG naar de Ngandong-periode. Dit geeft aan dat de Solomens zich wellicht uit de Javamens heeft ontwikkeld.
Terwijl de meeste ondersoorten van Homo erectus ongeveer 400.000 jaar geleden verdwenen uit het fossielenarchief, overleefde Homo erectus soloensis mogelijk tot circa 15.000 tot 20.000 jaar geleden. Dit is ruim na de aankomst van de vroege moderne mens in de regio, die al omstreeks 50.000 BP Australië bereikt had. Onderzoek uit 2019 wees echter uit dat de sedimentlagen waarin de laatste fossielen werden gevonden zich eerder tussen de 117.000 en 108.000 jaar geleden bevinden. Dit zou circa 65.000 jaar voor de komst van de moderne mens vallen.

## Hersencapaciteit
De geschatte hersencapaciteit (1.150-1.300 cc.) is lager dan die van de moderne mensen.
| Gemiddelde hersencapaciteit van hominiden (in cc.) | [ 11 ]      |
| Hominide                                           | cc.         |
| -------------------------------------------------- | ----------- |
| Australopithecus                                   | 440         |
| Paranthropus                                       | 519         |
| Homo habilis                                       | 640         |
| Homo erectus javanicus (Javamens)                  | 930         |
| Homo erectus pekinensis (Pekingmens)               | 1.029       |
| Homo erectus tautavelensis                         | ≤ 1.100     |
| Homo erectus soloensis (Solomens)                  | 1.150-1.300 |
| Homo sapiens (mens)                                | 1.350       |